# Penrose-Dreieck

Penrose-Dreieck

Das Penrose-Dreieck, auch Tribar genannt, ist eine sogenannte „unmögliche Figur“. Es zeigt drei Balken, die jeweils im rechten Winkel zueinander zu stehen scheinen und dennoch zu einem Dreieck verbunden sind. Damit verstößt es gegen mehrere Gesetze der Euklidischen Geometrie, unter anderem gegen jenes, das besagt, dass die Innenwinkelsumme in einem ebenen Dreieck stets 180° beträgt. Der Betrachter einer Tribar-Darstellung ist mit der Schwierigkeit konfrontiert, seine Entfernung zu den Teilen des Tribars und ihre Lage im dargestellten Raum immer wieder neu interpretieren zu müssen.

## Die Erfindung des Tribars
Das Tribar wurde 1934 von dem schwedischen Künstler Oscar Reutersvärd erfunden, dessen Werke allerdings bis in die 1980er Jahre der Öffentlichkeit weitgehend unbekannt blieben.
Ein weiteres Mal wurde es von dem Mathematiker Roger Penrose erfunden, nach dem es auch benannt ist. Er hatte 1954 an dem internationalen Mathematiker-Kongress in Amsterdam teilgenommen, zu dessen Anlass eine Ausstellung mit Bildern des niederländischen Grafikers M. C. Escher veranstaltet wurde. Angeregt durch die Darstellungen Eschers versuchte er sich selbst darin, unmögliche Figuren zu entwerfen. Am deutlichsten schien ihm das Prinzip der unmöglichen Figuren im Tribar verwirklicht. Zusammen mit seinem Vater, Lionel Penrose, der durch die Entwürfe seines Sohnes zum Entwurf der unendlichen Penrose-Treppe inspiriert wurde, veröffentlichte er 1958 einen Artikel über das Tribar im British Journal of Psychology.

## Das Tribar in der Kunst
Figuren, die nach ähnlichen Prinzipien wie dem des Tribars gebildet sind, gab es in der Kunst seit der Erfindung der Perspektive. Ein Beispiel sind die „Carceri“ des italienischen Künstlers Giovanni Battista Piranesi, auf denen eine teilweise unmögliche Architektur gezeigt wird.
Im 20. Jahrhundert hatte Reutersvärd bereits seit 1934 mit der Darstellung unmöglicher Figuren experimentiert, darunter solchen des Tribars. Sein Werk gewann allerdings erst in den achtziger Jahren die Aufmerksamkeit der Masse. Damals veröffentlichte die Schwedische Post auch drei Briefmarken mit unmöglichen Objekten Reutersvärds, die auf ähnlichen Prinzipien wie dem des Tribars beruhen.
Escher wurde durch Penrose auf das Tribar aufmerksam gemacht. Er hatte bereits sein Bild „Belvedere“ entworfen, als Penrose ihm eine Kopie seines Artikels schickte. Dieser regte ihn zu seinem Bild „Treppauf, Treppab“ an, in dem er die unendliche Treppe von Lionel Penrose ohne große Änderungen übernahm, und wenig später zu seinem Bild „Wasserfall“, das dem Betrachter einen Wasserfall zeigt, der sich selbst speist und dessen Darstellung auf dem Tribar basiert.

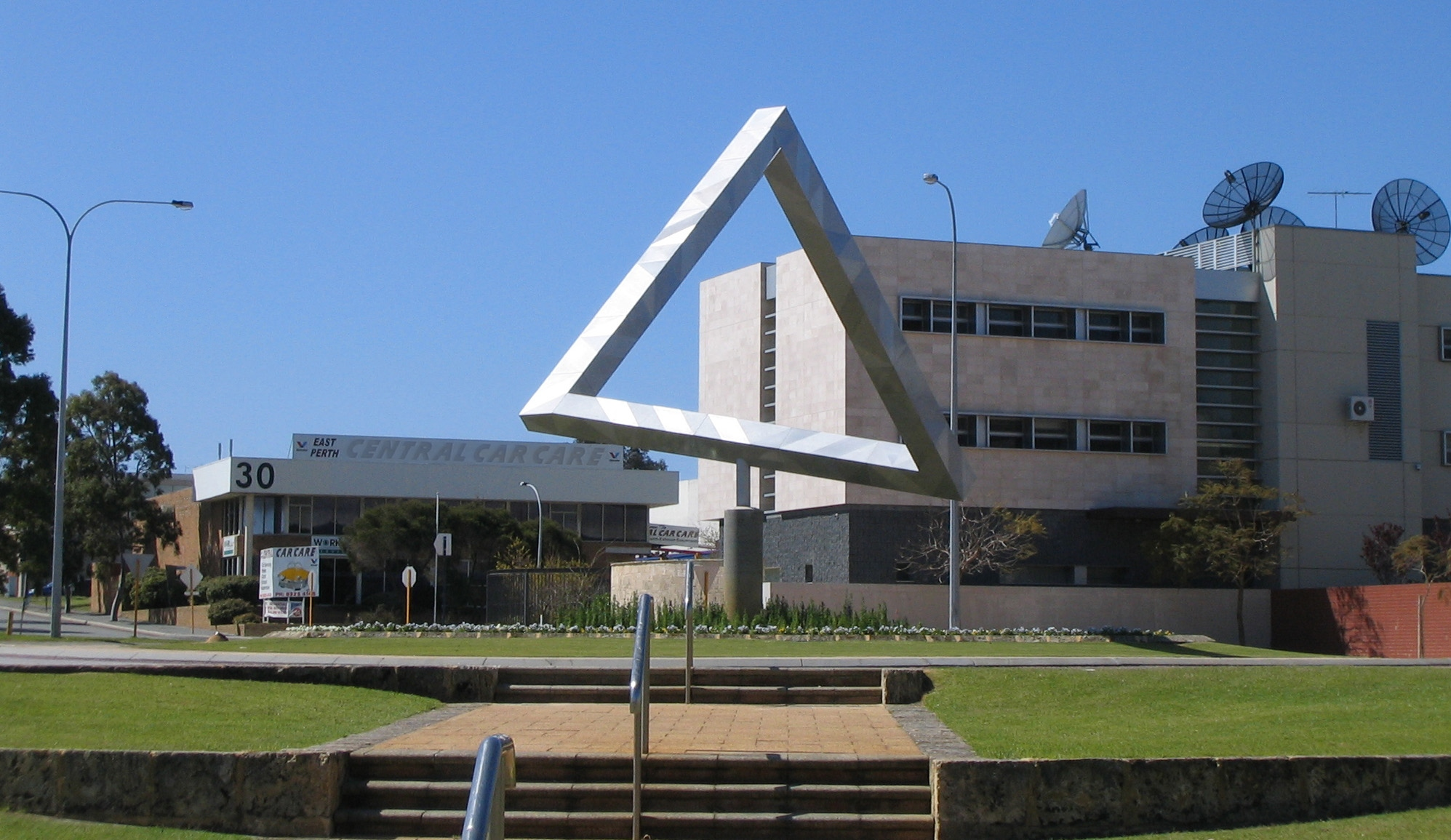
Skulptur von Brian MacKay und Ahmad Abas in Perth, Australien
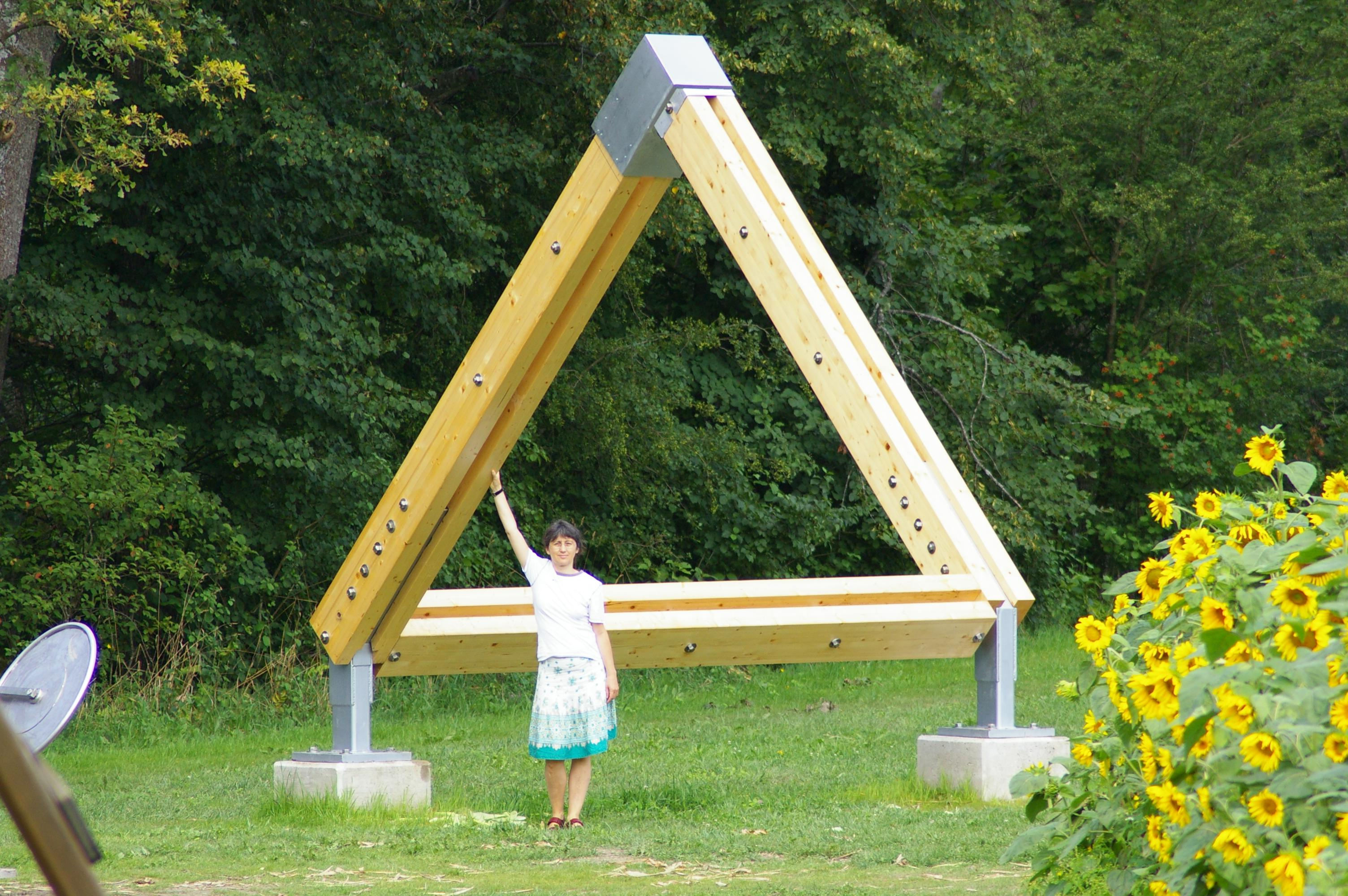
Modell vom Verein „Treffpunkt Physik“ auf einem Spielplatz in Sankt Margareten im Rosental, Kärnten
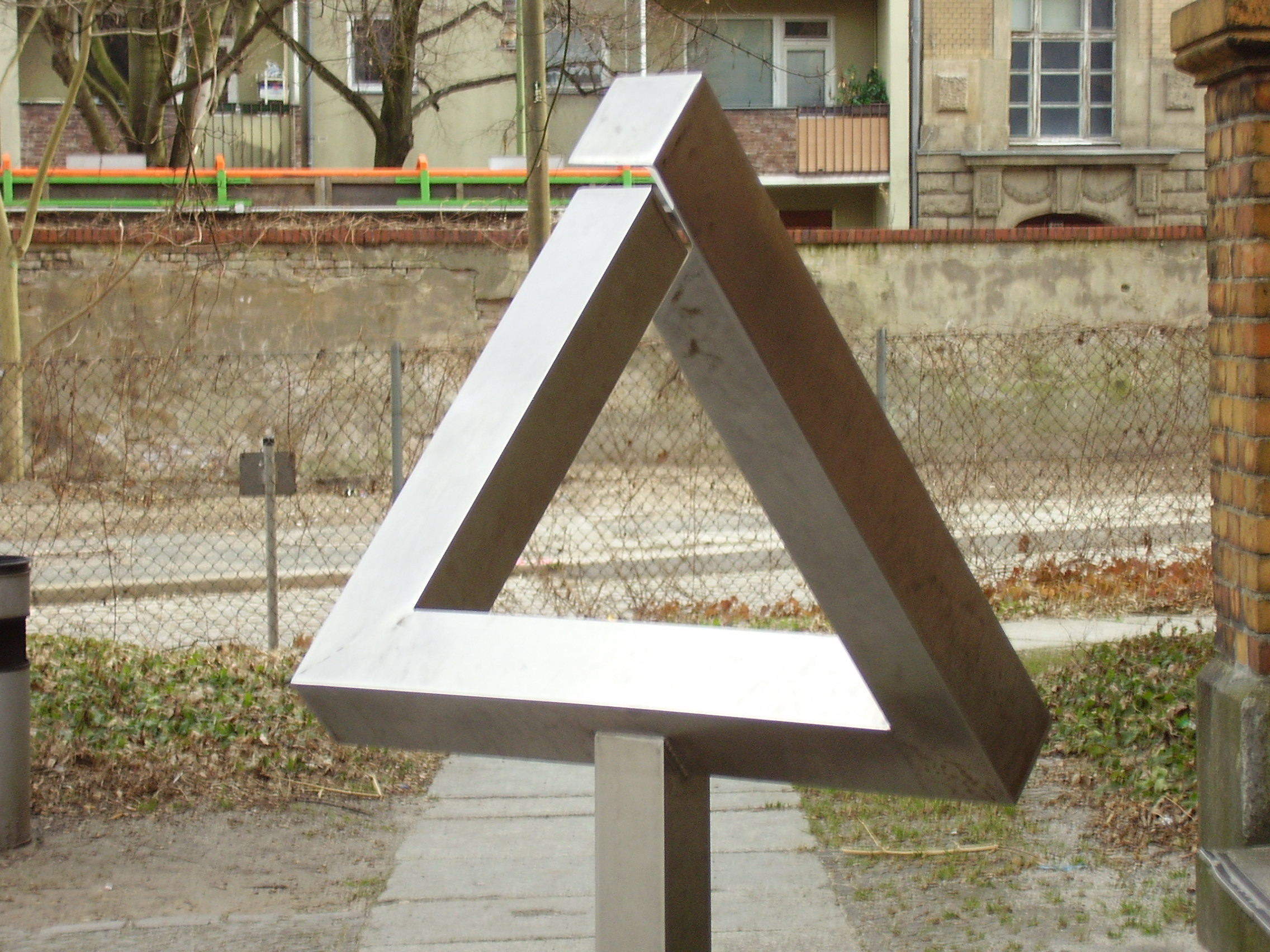
Auflösung der Illusion und …
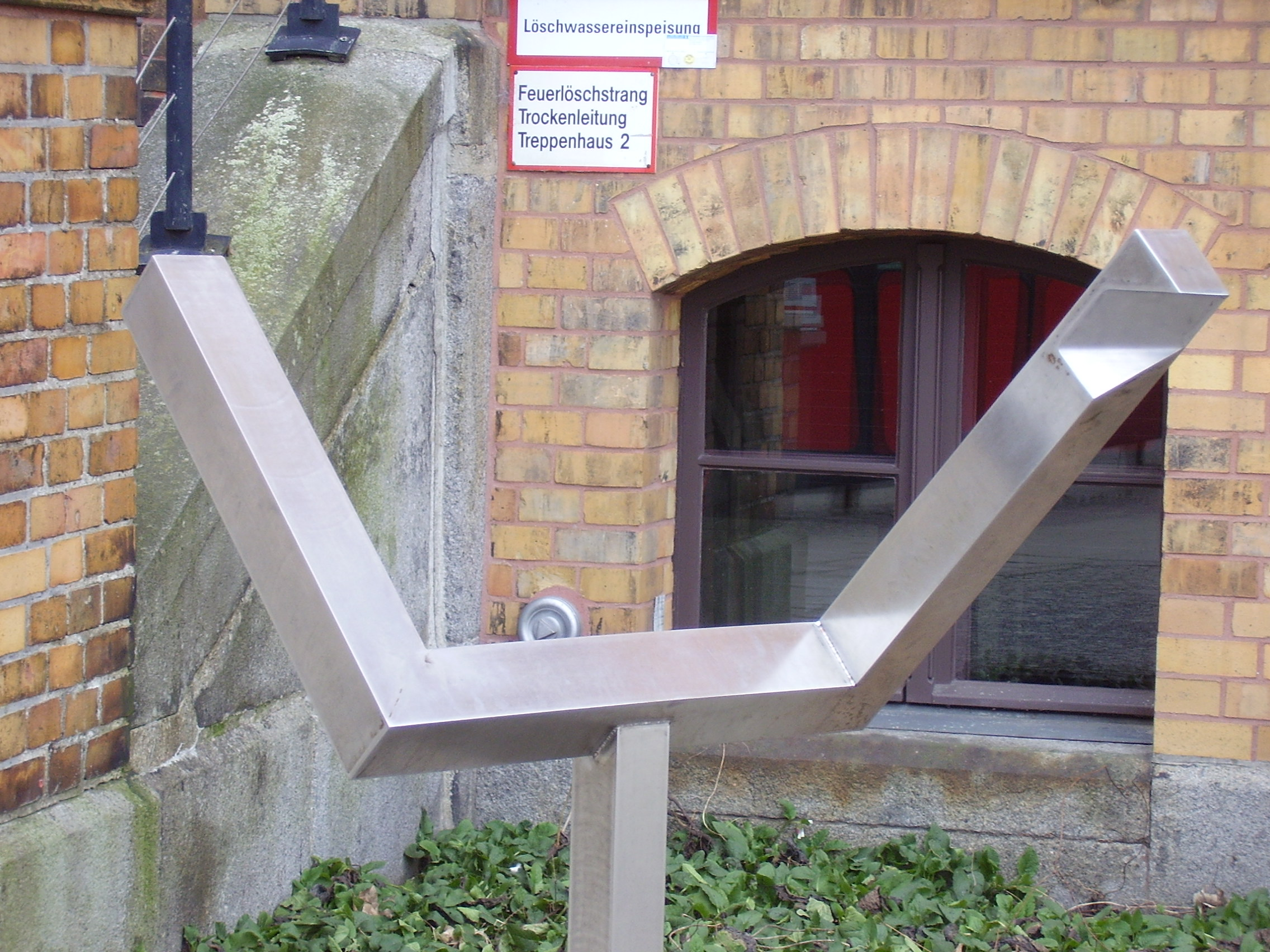
Eindeutige Perspektive am Deutschen Technikmuseum Berlin
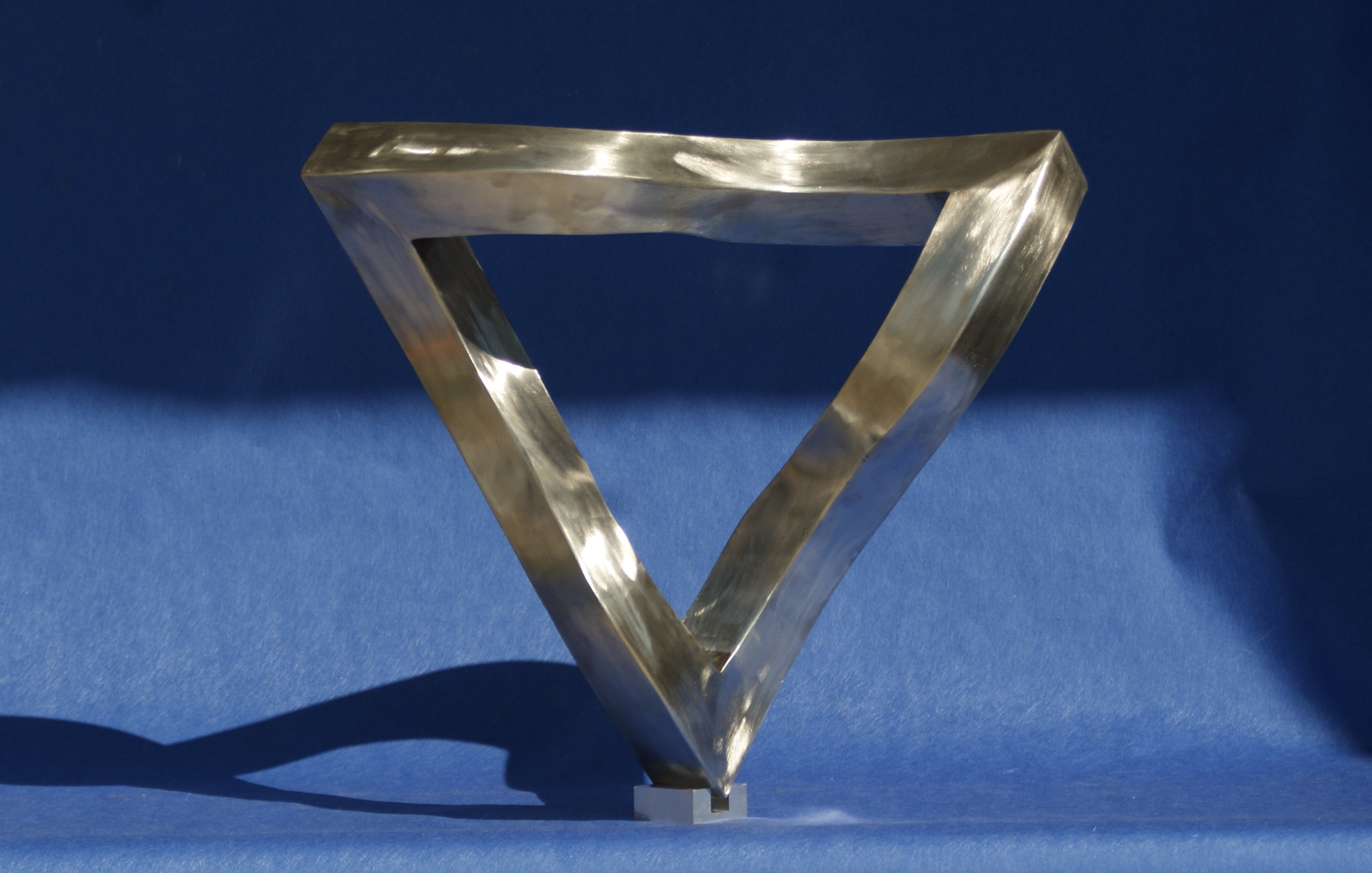
Edelstahlobjekt von W.A.Stanggaßinger

## Ist ein unmögliches Objekt wie das Tribar möglich?
Penrose gibt in seinem Artikel darauf die einfachste Antwort: „Jeder einzelne Teil einer Figur ist akzeptabel als Darstellung eines Gegenstands, der normal im Raum steht; das Akzeptieren des gesamten Objekts führt jedoch, als Folge unrichtiger Verbindungen zwischen den einzelnen Teilen, zu dem trügerischen Effekt einer unmöglichen Struktur.“
Eine unmögliche Figur erfüllt somit zwei Bedingungen:
1. Sie besteht aus einzelnen Teilen, die im Bildraum ohne Widerspruch möglich sind.
2. Diese Teile werden auf eine Weise verbunden, die zwar auf der zweidimensionalen Bildfläche möglich, im dargestellten dreidimensionalen Raum jedoch unmöglich ist.
Für die Erklärung solcher Figuren spielen die Erkenntnisse der Gestaltpsychologie eine wichtige Rolle, insbesondere dass Sehen kein passiver Vorgang ist, sondern stets auch die aktive Interpretation des Gesehenen, dass das Ganze der Wahrnehmung etwas anderes ist als die Summe seiner Teile und dass wir uns der Illusion nicht entziehen können, auch wenn sie etwas scheinbar Unmögliches darstellt.

## Entstehung des Tribars aus Teilfiguren

Entstehung des Tribars (rechts) aus zwei real wahrnehmbaren Teilfiguren

Verschiebt man die linke Teilfigur parallel so weit nach rechts, bis ihre obere waagerechte Kante mit der oberen waagerechten Kante der mittleren Teilfigur zur Deckung kommt, so entsteht das Tribar (rechts) durch Überlappung der beiden Teilfiguren.
Die beiden ersten Teilansichten des Tribars sind einzeln real wahrnehmbar, wohingegen das entstandene Tribar eine unmögliche Figur darstellt.

## Varianten des Tribar-Prinzips
Die Tribar-Idee lässt sich unter anderem auf Vielecke und Tori erweitern, wie die nachfolgenden Beispiele verdeutlichen.

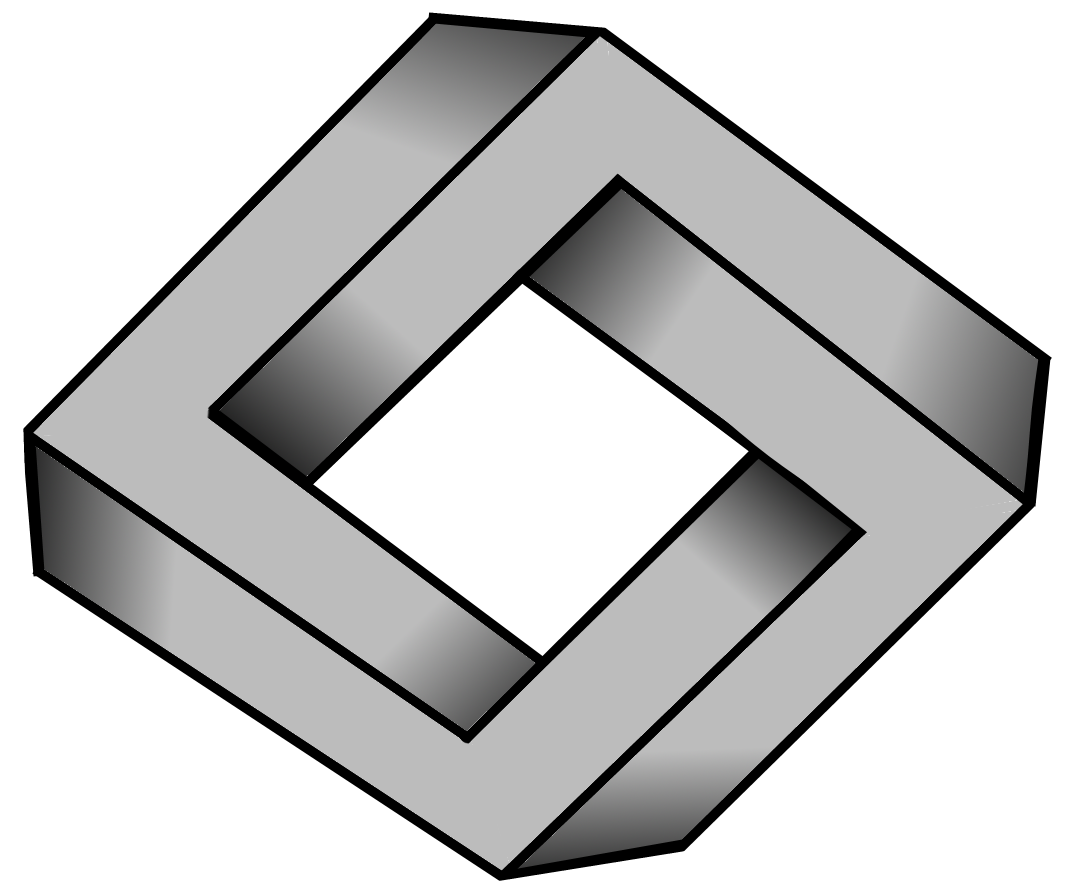
Penrose-Viereck
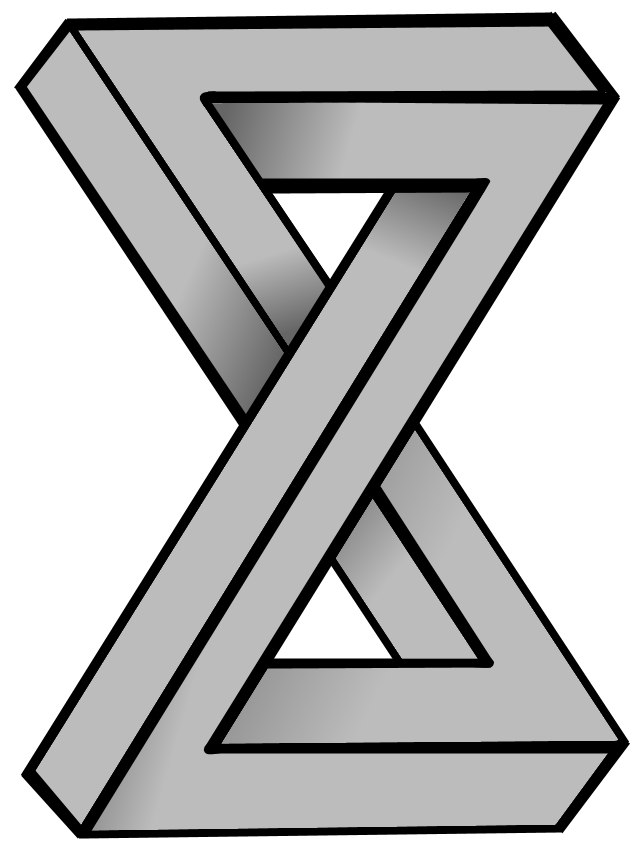
Penrose-Viereck
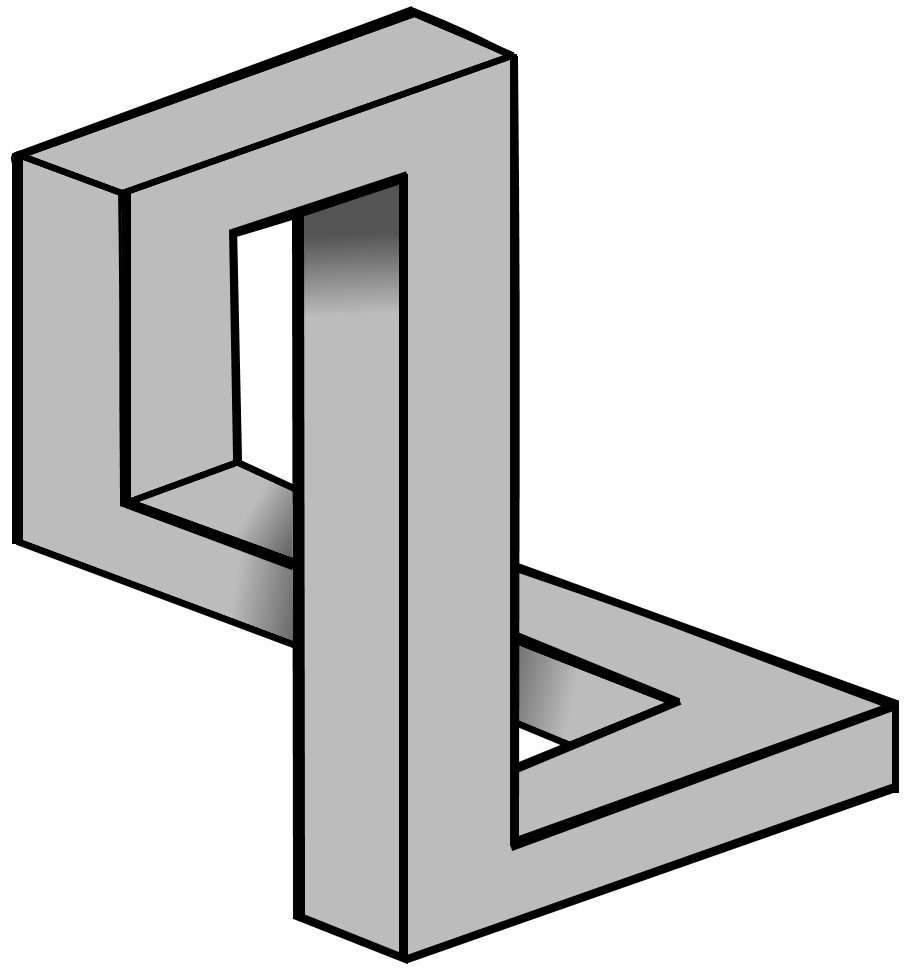
Penrose-Fünfeck
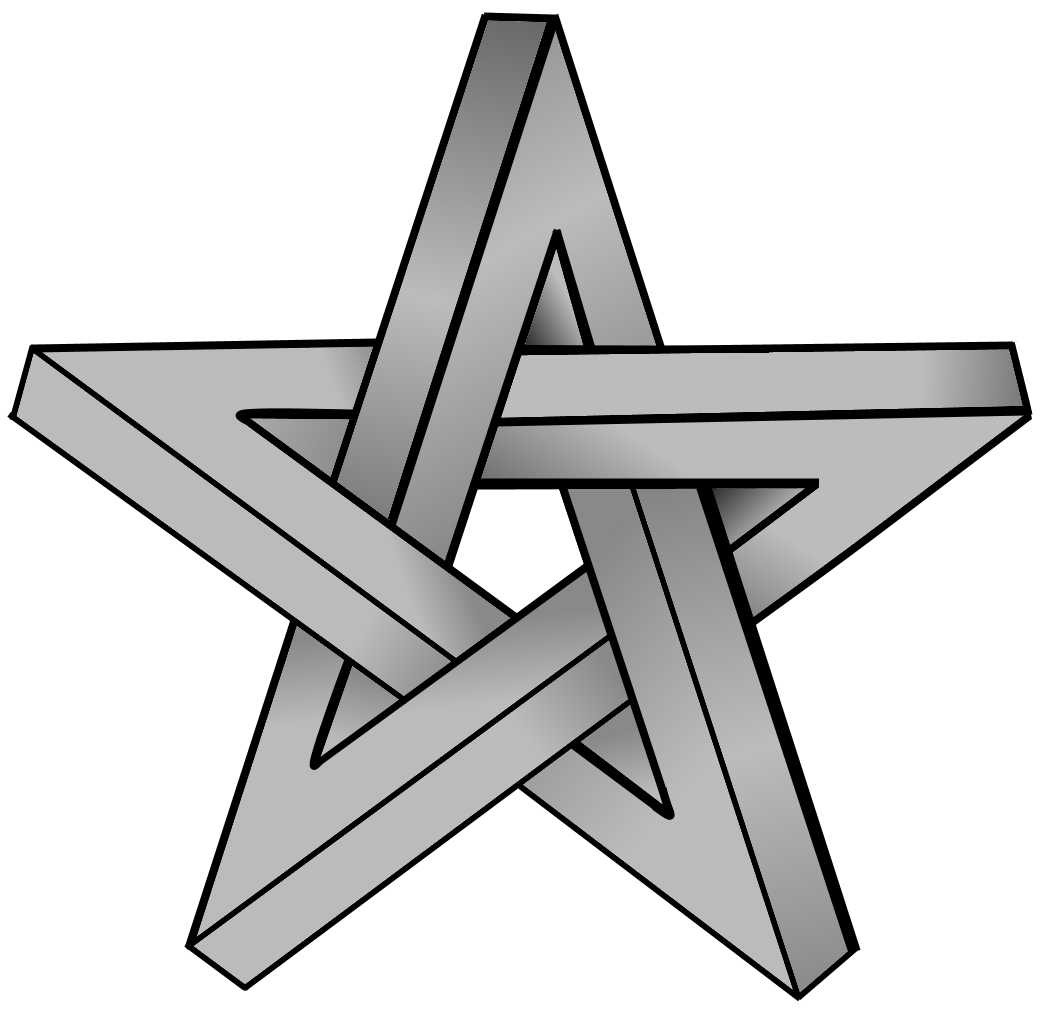
Penrose-Pentagramm
Penrose-Torus